# Мартан-Чу
Мартан-Чу (рос. Мартан-Чу) — село у Урус-Мартановському районі Чечні Російської Федерації.
Населення становить 7063 особи (2019). Входить до складу муніципального утворення Мартан-Чуйське сільське поселення.

## Історія
Згідно із законом від 14 липня 2008 року органом місцевого самоврядування є Мартан-Чуйське сільське поселення.

## Населення
| 1990  | 2002  | 2010  | 2012  | 2013  | 2014  | 2015  |
| ----- | ----- | ----- | ----- | ----- | ----- | ----- |
| 3501  | ↗5373 | ↗5983 | ↗6174 | ↗6295 | ↗6426 | ↗6586 |
| 2016  | 2017  | 2018  | 2019  |       |       |       |
| ↗6709 | ↗6810 | ↗6942 | ↗7063 |       |       |       |